# Jevik
Jevik (Servisch cyrillisch Јевик) is een plaats in de Servische gemeente Sjenica. De plaats telt 60 inwoners (2002).